# Mirjam Prager
Mirjam Prager OSB (* 30. Dezember 1906 in Wien als Mirjam Elisabeth Franziska Prager; † 24. November 1987 in Bertholdstein, Fehring) war eine österreichische Benediktinerin, Montessoripädagogin, Autorin und Übersetzerin.

## Leben
Elisabeth Franziska Prager wuchs in Wien in einer jüdischen Familie auf und konvertierte als junge Erwachsene 1924 zum Katholizismus. Sie war ähnlich wie Basilia Gürth von der Wiener Neulandbewegung geprägt und kam bereits als Studentin in Kontakt mit der Benediktinerinnenabtei St. Gabriel in Bertholstein. Nach ihrer Ausbildung in der frühen Montessoripädagogik, war sie zunächst Lehrerin an der Neulandschule in Wien. 1929 promovierte sie an der Universität Wien, wurde 1934 nach anfänglichen Bedenken wegen ihrer jüdischen Herkunft und ihrer Prägung durch den Bund Neuland von Äbtissin Benedikta zu Schwarzenberg in die Abtei St. Gabriel aufgenommen und erhielt den Ordensnamen Mirjam. Am 2. November 1938 wurde sie aufgrund ihrer jüdischen Herkunft von den Nationalsozialisten ausgewiesen. Ab  Dezember 1938 lebte sie im Exil in der belgischen Abtei Maredret, musste auch dort vor der heranrückenden deutschen Wehrmacht in eine Abtei in Toulouse flüchten und kehrte am 12. August 1946 als letzte der vertriebenen Nonnen nach St. Gabriel zurück.
Neben eigenen Veröffentlichungen übersetzte sie auch geistliche Werke aus dem Französischen und wirkte ab den 1970er Jahren in der Erwachsenenbildung. Berühmt wurde sie für ihre Bibelkurse. Sie fungierte als Mitherausgeberin einer vom österreichischen Judaisten Günter Stemberger herausgegebenen, mehrbändigen Bibelausgabe und publizierte regelmäßig in der Zeitschrift Bibel und Liturgie zu biblischen, pastoralen Themen und zum Verhältnis Judentum und Christentum.
Mirjam Prager verstarb 1987 in St. Gabriel und ist auf dem dortigen Klosterfriedhof begraben.

## Publikationen
- Kreuzweg mit Israel. Mit einem Vorwort von Friedrich Heer, Verlag Herold, Wien 1962.
- Die religiösen Frauenorden. Pattloch, Aschaffenburg 1968.
- mit Günter Stemberger: Die Bibel. 5 Bände, Salzburg 1991, ISBN 978-3-85012-238-2.
- Das Buch meines Lebens. Styria-Verlag, Graz/Wien/Köln 1981, ISBN 978-3-222-11331-4.